# AD Police (manga)
Pour les articles homonymes, voir AD Police.
AD Police (ＡＤ・ＰＯＬＩＣＥ終焉都市, AD. POLICE Shūen Toshi) est un manga de Tony Takezaki qui se situe dans l'univers de Bubblegum Crisis.
En France, le manga fut publié par Samouraï, jusqu'à l'arrêt de l'éditeur, qui marqua la fin de sa commercialisation.
Les premières pages du tankōbon sont en couleur, et correspondent à un chapitre introductif, ainsi qu'une série d'illustrations de l'auteur, réalisées pour des jaquettes de VHS et de CD. Ces pages ont été conservées dans l'édition française.

## Histoire
L'histoire est centrée sur les membres de l'AD Police, un groupe de policiers lourdement armés qui ont pour mission d'enrayer les activités terroristes et les crimes des Voomers, des androïdes, dans la ville de Megatokyo.